# Missent to Denmark
Missent to Denmark ist eine deutsche Indie-Pop-Band aus Deggendorf.

## Geschichte
Missent to Denmark wurde 2003 von Stephan Gillmeier und Robert Meier in Deggendorf gegründet. Mittlerweile besteht die Band aus vier Mitgliedern und bezeichnet ihren Stil als kauzigen, britisch geprägten Pop. Seit 2008 ist die Band bei Motor Music unter Vertrag. Am 16. April 2010 wurde ihr jüngstes Album I Am Your Son veröffentlicht. Vom 30. Mai 2010 bis zum 8. August 2010 wurden Missent To Denmark in der TV-Sendung on3-startrampe präsentiert. Dabei entstand auch das Musikvideo zu Once In A Year.

## Diskografie
- 2004: Please Copy for Your Friends
- 2005: Missent to Denmark Are Just a Hoax
- 2006: Holiday
- 2008: A Clue, A Hint, A Love (Motor Music)
- 2010: I Am Your Son (Biegen und Brechen)